# MCPL
Mcpl – beztypowy język programowania wywodzący się z języka BCPL, wyposażony w wiele mechanizmów i elementów z takich języków jak ML, Prolog i C.
Język stworzony został przez Martina Richardsa.

## Instrukcje strukturalne

### Instrukcja grupująca
Instrukcja wzorowana jest na instrukcji z języka C i ma postać:
```
 {
   
body

 }
```

### Instrukcje warunkowe
```
 IF 
E
 DO 
C

 UNLESS 
E
 DO 
C

 TEST 
E
 THEN 
C1
 ELSE 
C2
```

### Instrukcje pętli
```
 WHILE 
E
 DO 
C

 UNTIL 
E
 DO 
C

 
C
 REPEAT
 
C
 REPEATWHILE 
E

 
C
 REPEATUNTIL 
E

 FOR 
V
=
E1
 TO 
E2
 DO 
C

 FOR 
V
=
E1
 TO 
E2
 BY 
K
 DO 
C
```